# 香咲弥須子
香咲 弥須子（かさき やすこ、1959年 - ）は、日本の作家、エッセイスト、翻訳家、スピリチュアルカウンセラー。

## 略歴
東京都生まれ。
学習院大学卒業後、雑誌編集の仕事などをし、エッセイストとしてデビュー。
のち翻訳などをする。
1987年よりニューヨーク在住。国際美容連盟理事。日本ペンクラブ会員。

## 著書
- 『原宿・竹の子族』（第三書館） 1981.9 ASIN B000J7TRWQ
- 『時には、ツイン・トリップ』（山川健一共著、冬樹社） 1985.10 ISBN 978-4809253058
- 『グッバイ! タンデムシート』（立風書房） 1985.4、のち角川文庫 ISBN 978-4651135519
- 『彼女のライダーズ・シック』（三推社） 1986.6、のち角川文庫 ISBN 978-4062028394
- 『終らない夏』（角川書店） 1987.2、のち文庫 ISBN 978-4041677018
- 『彼女の二重生活』（三推社） 1987.6 ISBN 978-4062034241
- 『ひとりの発見』（立風書房） 1988.1 ISBN 978-4651135588
- 『キャサリンが走り始めた場所』（芸文社） 1988.10 ISBN 978-4874651803
- 『半蔵門線のプロペラ機』（講談社） 1988.10 ISBN 978-4062041164
- 『瑠璃色の時間』（角川書店） 1990.7、のち文庫 ISBN 978-4048725897
- 『夜と昼』（東京書籍） 1990.3 ISBN 978-4487752249
- 『コンパスポイントを探して』（角川文庫） 1991.7 ISBN 978-4041677049
- 『旅、さわやかな孤独へ。』（立風書房） 1991.11 ISBN 978-4651135595
- 『アニヴァーサリィ』（角川書店） 1992.1、のち文庫 ISBN 978-4048726825
- 『ジェリーフィッシュの祈り』（ミリオン出版） 1993.10 ISBN 978-4886722614
- 『心の声に耳を澄まして <ニューヨーク流>ほんとうに「好きなこと」を探すヒント』（大和出版） 1997.8 ISBN 978-4804702186
- 『ねこの神様』（講談社） 2000.1 ISBN 978-4062100434

## 翻訳
- 『ファミリー・シークレット 傷ついた魂のための家族学』（ジョン・ブラッドショウ、青山出版社） 1995.9 ISBN 978-4900845053
- 『ガーデンを探して』（ブルース・デイヴィス、青山出版社） 1995.11 ISBN 978-4900845039
- 『12の金の糸』（アリスク・ウェッブ、青山出版社） 1996.1 ISBN 978-4900845084
- 『ジェニーとの旅』（ブルース・デイヴィス、青山出版社） 1996.7 ISBN 978-4900845176
- 『星さえもひとり輝く』（マヤ・アンジェロウ、立風書房） 1998.6 ISBN 978-4651930183
- 『カナンの果て』（シェリ・レイノルズ、青山出版社） 1998.2 978-4900845619
- 『フォーティーズ・クライシスなんか怖くない!』（バーバラ・シェール、扶桑社） 1999.11 ISBN 978-4594028091
- 『エディー・リーのおくりもの』（バージニア・フレミング、小学館） 2000.4 ISBN 978-4097272144
- 『ありがとう、フォルカーせんせい』（パトリシア・ポラッコ、岩崎書店、海外秀作絵本） 2001.12 ISBN 978-4265068067